# Don Jon
A Don Jon 2013-as amerikai romantikus-dráma, melyet Joseph Gordon-Levitt írt és rendezett.
A film főbb szerepeiben Gordon-Levitt mellett Scarlett Johansson, Julianne Moore, Rob Brown, Glenne Headly, Brie Larson és Tony Danza látható.
A premier a Sundance Filmfesztiválon volt, 2013. január 18-án. A szélesebb nézőközönség számára az Amerikai Egyesült Államokban szeptember 27-én, míg Magyarországon október 3-án mutatták be.
A Don Jon jegyeladások terén jól teljesített és összességében pozitív kritikákat kapott. A Metacritic weboldalon a film 66% -os értékelést szerzett, 41 kritikus véleménye alapján. A Rotten Tomatoes-on 194 értékelés alapján 80%-ot ért el.

## Történet
Jon Martello New Jerseyben élő fiatal olasz-amerikai férfi és modern kori Don Juan. Az életében néhány dolgot tart csupán fontosnak, köztük a családját, az autóját, a barátait, a nőket, valamint az online pornót. Bár Martello szexuálisan aktív életet él (barátai csak Don Jonnak becézik), mégis kielégítőbb számára a pornónézés és az önkielégítés, mint a valódi szex.
Amikor két legjobb barátjával, Bobbyval és Dannyvel bulizik, Jon megismerkedik Barbara Sugarmannel, a gazdag családból származó fiatal nővel. Noha nem tudja egyéjszakás kapcsolatra elcsábítani Barbarát, Jon később randevúra hívja őt és romantikus kapcsolatot létesítenek. Barbara ráveszi a férfit, hogy esti képzésben tanuljon tovább egy jobb állás érdekében és hamarosan találkozik a Martello családdal is, akik imádják a lányt.
Miután több mint egy hónapig várakoztatta, Barbara végül lefekszik Jonnal, aki – bár szereti és vonzónak találja a lányt – mégis nagyobb élvezetet talál a pornónézésben. Barbara rajtakapja Jont és elborzadva ott akarja hagyni barátját (annak ellenére, hogy a nő a valóságtól nem kevésbé elrugaszkodott romantikus filmek megszállottja), de Jon mindent tagad. A férfi a későbbiekben titokban hódol szenvedélyének, melynek szemtanúja lesz egyik iskolai csoporttársa, a középkorú Esther is. A manipulatív Barbara egyre jobban irányítása alá vonja Jont, beleszól az életébe és amikor Jon számítógépének előzményei között pornóoldalakat talál, véget vet kapcsolatuknak.
Jon visszatér korábbi életéhez és a neki segíteni próbáló Estherrel is egyre közelebb kerülnek egymáshoz, végül szexuális viszonyt létesítenek. A nő kölcsönad neki egy erotikus videót, amely szerinte életszerűbben ábrázolja a szexualitást, mint a pornófilmek. Esther elmagyarázza neki, hogy az egyoldalú pornó helyett kölcsönös örömszerzésre lenne érdemes törekednie egy másik személlyel és teljesen átadni magát az élménynek. Miközben érzelmeken alapuló szexuális kötődés alakul ki közöttük, Jon megismeri a nő múltját is: Esther egy autóbalesetben elvesztette férjét és fiát.
Jon a családjának is elmeséli szakítását Barbarával. Bár a szülei csalódottak és dühösek, Jon húga, Monica elmagyarázza nekik, hogy Barbara csak azért randevúzgatott a férfival, mert manipulálni tudta. Jon találkozik Barbarával és bocsánatot kér tőle hazugságai miatt. A lány nem akar vele többet találkozni, de Jon is rádöbben, mennyire felszínes a volt barátnője, ezért sokkal jobb lesz az élete nélküle.
Esther és Jon párkapcsolatba lép egymással; ugyan a nő sokkal idősebb nála, illetve egyikük sem tervez házasságot, Jon úgy érzi, tökéletesen megértik egymást és érzelmileg el tudnak „veszni” egymásban.

## Szereplők
| Színész              | Szerep                | Magyar hang   |
| -------------------- | --------------------- | ------------- |
| Joseph Gordon-Levitt | Jon Martello          | Szatory Dávid |
| Scarlett Johansson   | Barbara Sugarman      | Csondor Kata  |
| Julianne Moore       | Esther                | Kováts Adél   |
| Tony Danza           | Jon Martello, Sr.     | Sörös Sándor  |
| Glenne Headly        | Angela Martello       | Vándor Éva    |
| Brie Larson          | Monica Martello       | Csuha Borbála |
| Rob Brown            | Bobby                 | Varga Rókus   |
| Jeremy Luke          | Danny                 | Holl Nándor   |
| Paul Ben-Victor      | pap                   | Orosz István  |
| Italia Ricci         | Gina                  | Bálizs Anett  |
| Anne Hathaway        | Emily Lombardo        |               |
| Channing Tatum       | Connor Verreaux       | Papp Dániel   |
| Meagan Good          | Hollywood-i színésznő |               |
| Cuba Gooding Jr.     | Hollywood-i színész   |               |

További magyar hangok: Egri Márta, Törtei Tünde, Csuha Lajos, Welker Gábor, Solecki Janka, Sipos Eszter Anna